# L'emmerdeur
L'emmerdeur är en fransk-italiensk-belgisk komedifilm från 1973 i regi av Édouard Molinaro.
Filmen är baserad på Francis Vebers pjäs Le Contrat.

## Rollista i urval
- Jacques Brel - François Pignon
- Lino Ventura - Ralf Milan
- Caroline Cellier - Louise Pignon
- Xavier Depraz - Louis Randoni
- Claude Giraud - Fuchs
- Pierre Collet - slaktaren
- Nino Castelnuovo - piccolon